# Hardin County (Texas)
Das Hardin County ist ein County im Bundesstaat Texas der Vereinigten Staaten. Das U.S. Census Bureau hat bei der Volkszählung 2020 eine Einwohnerzahl von 56.231 ermittelt. Der Sitz der County-Verwaltung (County Seat) befindet sich in Kountze.

## Geographie
Das County liegt im Osten von Texas, etwa 40 km vor Louisiana und hat eine Fläche von 2324 Quadratkilometern, wovon 8 Quadratkilometer Wasserfläche sind. Es grenzt im Uhrzeigersinn an folgende Countys: Tyler County, Jasper County, Orange County, Jefferson County, Liberty County und Polk County.

## Geschichte
Hardin County wurde 1858 aus Teilen von Jefferson County und Liberty County gebildet. Benannt wurde es nach einer angesehenen Familie namens Hardin im Liberty County.
Zwei Bauwerke des Countys sind im National Register of Historic Places (NRHP) eingetragen (Stand 24. November 2021), der Ada Belle Oil Well und das Kirby-Hill House.

## Demografische Daten

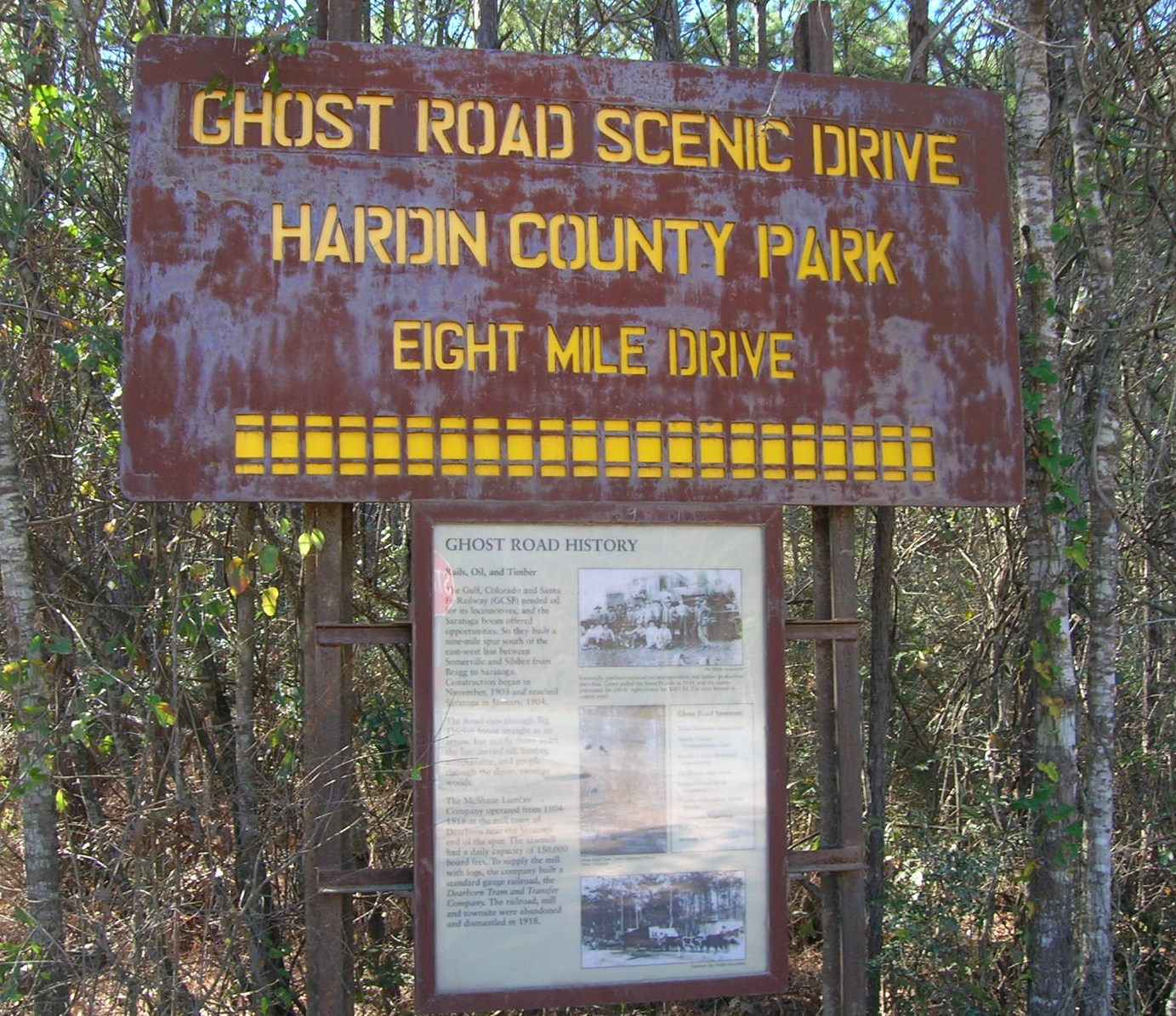
Hinweistafel auf die Ghost Road mit Kurzgeschichte der Straße

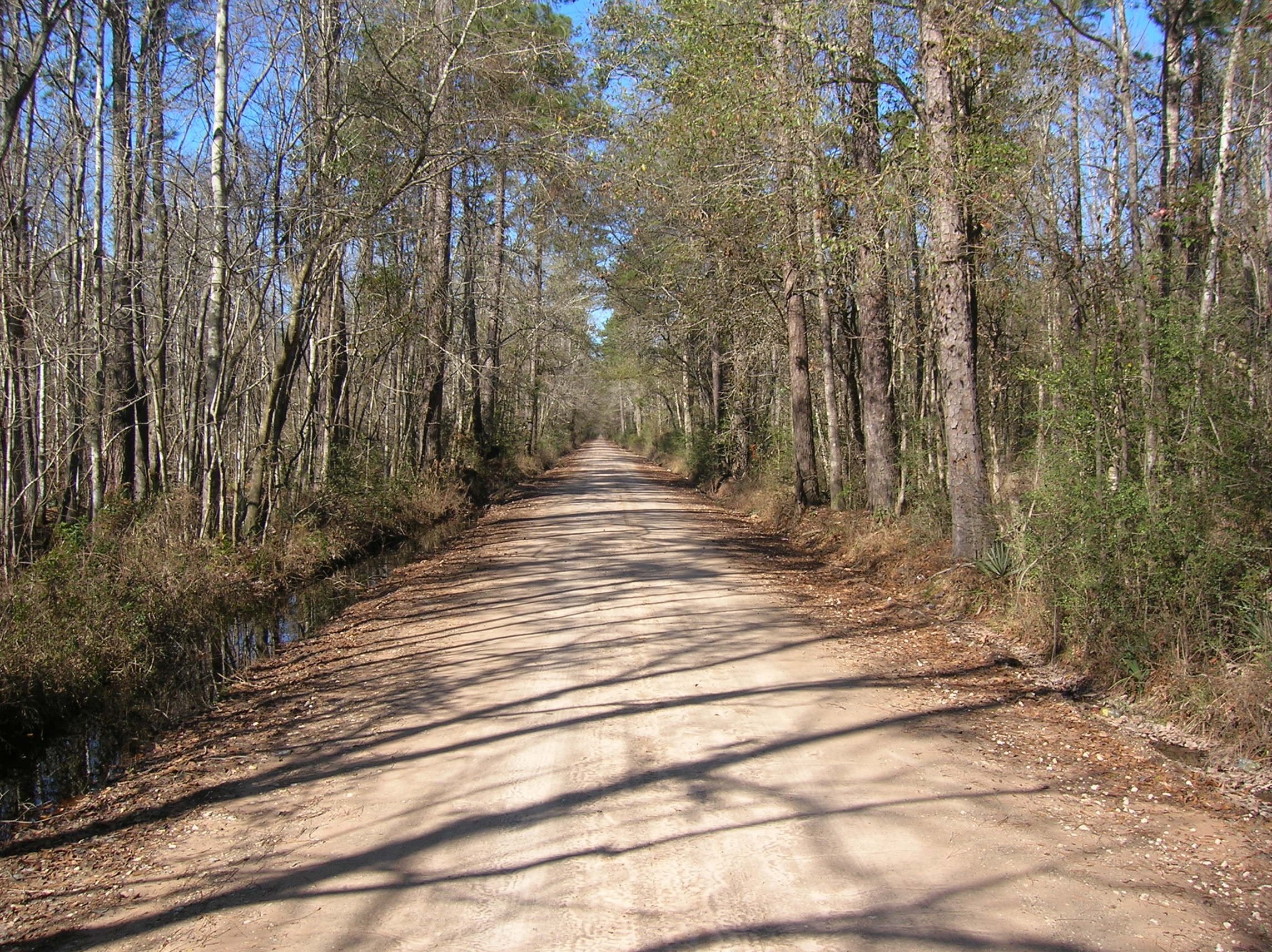
Die Ghost Road

Nach der Volkszählung im Jahr 2000 lebten im Hardin County 48.073 Menschen in 17.805 Haushalten und 13.638 Familien. Die Bevölkerungsdichte betrug 21 Einwohner pro Quadratkilometer. Ethnisch betrachtet setzte sich die Bevölkerung zusammen aus 90,86 Prozent Weißen, 6,91 Prozent Afroamerikanern, 0,32 Prozent amerikanischen Ureinwohnern, 0,23 Prozent Asiaten, 0,01 Prozent Bewohnern aus dem pazifischen Inselraum und 0,74 Prozent aus anderen ethnischen Gruppen; 0,93 Prozent stammten von zwei oder mehr Ethnien ab. 2,54 Prozent der Einwohner waren spanischer oder lateinamerikanischer Abstammung.
Von den 17.805 Haushalten hatten 37,2 Prozent Kinder oder Jugendliche, die mit ihnen zusammen lebten. 62,6 Prozent waren verheiratete, zusammenlebende Paare 10,2 Prozent waren allein erziehende Mütter und 23,4 Prozent waren keine Familien. 20,7 Prozent waren Singlehaushalte und in 9,2 Prozent lebten Menschen im Alter von 65 Jahren oder darüber. Die durchschnittliche Haushaltsgröße betrug 2,68 und die durchschnittliche Familiengröße betrug 3,09 Personen.
27,8 Prozent der Bevölkerung war unter 18 Jahre alt, 8,5 Prozent zwischen 18 und 24, 28,3 Prozent zwischen 25 und 44, 23,2 Prozent zwischen 45 und 64 und 12,2 Prozent waren 65 Jahre alt oder älter. Das Medianalter betrug 36 Jahre. Auf 100 weibliche Personen kamen 96,7 männliche Personen und auf 100 Frauen im Alter von 18 Jahren oder darüber kamen 92,4 Männer.
Das jährliche Durchschnittseinkommen eines Haushalts betrug 37.612 USD, das Durchschnittseinkommen einer Familie betrug 42.890 USD. Männer hatten ein Durchschnittseinkommen von 35.881 USD, Frauen 22.823 USD. Das Prokopfeinkommen betrug 17.962 USD. 8,8 Prozent der Familien und 11,2 Prozent der Einwohner lebten unterhalb der Armutsgrenze.

## Orte im County
- Batson
- Bragg
- Dies
- Fletcher
- Fresenius
- Grayburg
- Honey Island
- Kountze
- Lelavale
- Lillard
- Loeb
- Lumberton
- Nona
- Pine Ridge
- Pinewood Estates
- Rose Hill Acres
- Saratoga
- Seth
- Silsbee
- Sour Lake
- Thicket
- Village Mills
- Votaw